# Distrito de Chalhuahuacho
El distrito de Chalhuahuacho es uno de los seis que conforman la provincia de Cotabambas  ubicada en el departamento de Apurímac en el Sur del Perú. El proyecto minero Las Bambas se ubica a dos kilómetros de la ciudad que ha triplicado su población en menos de 10 años.
Desde el punto de vista jerárquico de la Iglesia católica forma parte de la Diócesis de Abancay la cual, a su vez, pertenece a la Arquidiócesis de Cusco.

## Historia
El distrito fue creado mediante Ley 26391 del 18 de noviembre de 1994, en el gobierno de Alberto Fujimori.
Con su capital Challhuahuacho.

## Población
De acuerdo al último censo nacional realizado por INEI en el año 2017, el distrito de Challhuahuacho tiene una población de 14 525 habitantes.

## Superficie
El distrito tiene un área de 439.96 km².

## Autoridades

### Municipales
- 2019 - 2022[4]
  - Alcalde: Porfirio Gutiérrez Paniura, del Partido Democrático Somos Perú.
  - Regidores:

  1. Walter Huamaní Chumbes (Partido Democrático Somos Perú)
  2. Vito Escalante Arredondo (Partido Democrático Somos Perú)
  3. Lisbet Norma Muñoz Ccoropuna (Partido Democrático Somos Perú)
  4. Filiberto Abad Silva Sumalave (Partido Democrático Somos Perú)
  5. Timoteo Andrade Huillca (Frente Popular Agrícola Fia del Perú - FREPAP)

Alcaldes anteriores
2011-2014: Antolin Chipani, del Movimiento Poder Popular Kallpa.

### Policiales
Comisario: Franklin.

## Festividades
- Santiago.
- Sr. de la  Exaltación  (21 de septiembre)